# Wikirating
Wikirating — бесплатная совместная платформа кредитных рейтингов, целью которой является предоставление открытой информации о кредитном рейтинге стран, компаний и структурированных продуктов. Это первая независимая рейтинговая платформа, основанная, главным образом, на информации и данных, предоставляемых сообществом для определения независимого, непредвзятого и прозрачного рейтинга.

## История
Разработку платформы начал весной 2010 г. австрийский математик Dorian Credé совместно со своим коллегой Erwan Salembier. Платформа появилась в сети в октябре 2011 г. в рамках структуры MediaWiki. К концу 2011 г. порядка 2100 пользователей внесли свой вклад в определение рейтингов. В феврале 2012 г. Salembier покинул Wikirating, а в ноябре 2012 г. некоммерческая американская рейтинговая компания Public Sector Credit Solutions опубликовала на данной платформе свои открытые рейтинговые данные.

## Рейтинговая схема
Wikirating использует ту же рейтинговую схему, что и традиционные рейтинговые агентства, то есть начиная с «ААА» (высший рейтинг) и до «D» (дефолт).

## Способы определения рейтинга
Платформа предлагает три способа для определения рейтинга.

### Public Sector Credit Framework
Основная статья: Public Sector Credit Framework

### Голосование
Пользователи Wikirating могут голосовать по рейтингу каждой страны или компании. Голосование ограничивается одним голосом с целью предотвращения манипуляций.

### Sovereign Wikirating Index (SWI)
SWI (Независимый индекс Wikirating) рассчитывается по прозрачной формуле, учитывающей различные факторы, которые, как считается, оказывают влияние на кредитоспособность государства.
На октябрь 2013 г. индекс SWI включает в себя следующие пять критериев (с долевым значением):
- Государственный долг (в % от валового внутреннего продукта) — 50 %
- Платежный баланс (в % от валового внутреннего продукта) — 20 %
- Темп роста валового внутреннего продукта — 10 %
- Уровень инфляции — 10 %
- Уровень безработицы — 10 %

Полученное значение корректируется путём умножения на «поправочный коэффициент», который составляют Индекс человеческого развития (HDI) (60 %) и Уровень восприятия коррупции (40 %).
Расчеты
Каждый критерий выверяется с учётом относительного минимума и максимума всех стран. Для некоторых критериев определяется пороговое значение во избежание получения искаженных значений. Расчетные значения оформляются в электронной таблице.